# Капела у Марковом Пољу
Капела у Марковом Пољу се налази на рубу сеоског гробља у централном делу Мокре Горе. Подигнута је по пројекту архитекте Радмила Тодоровића из Београда, окружена је некрополом средњовековних стећака.
Капела је мања грађевина постављена на камени темељ са коришћеним зидовима старе брвнаре и новим елементима кровне конструкције. Капела је покривена масивном шиндром на разбијеном четвороводном крову, кровним отворима са страна и импровизованим квадратним кубетом у врху крова. На западној страни испред улаза је мала надстрешица.